# Tetney
Tetney is een civil parish in het bestuurlijke gebied East Lindsey, in het Engelse graafschap Lincolnshire.

## Geboren
- Ella Henderson (1996), singer-songwriter